# 天竺熱風録
『天竺熱風録』（てんじくねっぷうろく）は、田中芳樹による歴史小説。小説を原作として伊藤勢によって漫画化されており、こちらも本項で取り扱う。
中国（唐）から天竺（インド・摩伽陀国（ヴァルダナ朝））へ3回（一説では4回）にわたり外交使節として渡航した実在の人物・王玄策が行った貞観21年（647年）からの2回目の天竺行きを主題とした小説。王玄策を始め、登場人物は『旧唐書』や『新唐書』といった史書の中に名前を見出すことはできるが、詳細は記述されておらず、人となりなどは田中の創作によるところが大きい。
あとがきで田中が述べているところによれば、講談を擬した文体を地の文に採用しており、各章の終わりなどは「次回をお読みください」といったような文になっている。これは、中国の明や清時代の章回小説（演義参照）の体であり、現代日本語に翻訳した文体を模したものとなっている。
伊藤勢の作画で漫画版が『ヤングアニマル』（白泉社）に2016年18号（同年9月9日発売）から2019年12号（同年6月14日発売）まで全50話連載。連載第1回の扉絵キャッチコピーは「こんな人物が、本当にいたのか」。

## あらすじ
貞観21年、唐朝の第2代皇帝の命を受け、王玄策を正使に蒋師仁を副使とした遣天竺使節が出発した。
吐蕃、泥婆羅（リッチャヴィ朝）を経て摩伽陀へ入った一行だったが、唐に使節を送ってきた戒日王ハルシャ・ヴァルダナは既に亡くなっており、ティラブクティ王アルジュナが王位を簒奪していた。アルジュナは兵を出して、一行を捕らえてしまう。王玄策と蒋師仁は部下を牢に残し脱獄すると、泥婆羅へと援軍を求めた。泥婆羅のアムシュヴァルマン王は自身の思惑もあって、王玄策に泥婆羅騎兵7000を授ける。別件で泥婆羅に派兵されていた吐蕃兵1200もこれに加わる。
王玄策と蒋師仁は泥婆羅騎兵、吐蕃兵の力を借り、7万の摩伽陀兵を破り、アルジュナとその妻子を捕らえた。

## 主な登場人物
王玄策
唐国正使。漫画版では、突厥の血が入っているということで中央アジア寄りの容姿とされている。タバコが伝来していないことを承知の上で伊藤が描くトリックスター的なおじさんキャラが用いるアイテムである煙管を愛用している（単行本1巻表紙画など）。このキャラクターはどちらかと言えば武闘派かトラブルメーカーになることが多いが、今作では味方を救うためとはいえ戦争行為におよんだことを「外交の敗北」として自身の無能と嘆いている。
蒋師仁
唐国副使。護衛役を束ねる武官。漫画版では母親が西胡（イラン）人とのことで赤毛で剛毛。

### 遣天竺使節
彼岸法師
学僧の一人で玄奘三蔵の弟子。自尊心が強く、己を過大評価しがちなところがある。
漫画版ではかなり恰幅の良い体型。天竺の数理学を修得することを望んでいるほか、表音文字である「仮名文字」の原案を提示している。しかし、思考が先を行き過ぎているのか周囲を置いてきぼりにすることも多い。
智岸法師
学僧の一人で玄奘三蔵の弟子。曲女城の政変から解放されたのち、彼岸と共に海路組と旅立つが獅子国（スリランカ）を経た際に熱病に罹り2人とも船上で亡くなった。
漫画版ではパっと見て線の細い青年。ヒマラヤを通過する途上に起きた落石事故で氷河から流れ出る激流に落ち、玄策に救われる。その際に原作では出発前に師である玄奘が観た摩伽陀の異変を幻視していた。彼岸と比べると凡庸な面はあるが、彼の仏教に関する考察をまとめた書簡の内容は玄奘の翻訳した般若心経とほぼ同一だった。
王玄廓
王玄策の従弟。玄策と師仁が牢を脱する際に玄策の身代わりとして残る。マガダ軍が敗退した際に天竺諸侯に発した檄文について問いただされたが、尊師と協力して曲女城を開城させる。唐への帰還時に陸路を選んだ玄策に対して海路を用いて帰国した。

### 天竺

#### 摩伽陀（マガダ）
アルジュナ
作中では「阿祖那」と漢字表記される。バラモン階級出身で、バラモン教神官団の支援を受けている元・ティーラプクテイ王。本人の弁では、ハルシャ・ヴァルダナ王逝去後に玉座、領土、財宝を受け継いだとのことだが、実質的には簒奪。ハルシャ王時代の旧主流派を弾圧しているが、自分の手を汚すことは恐れており、唐からの使節も穏便に送り返せばよいものを殺すでもなく投獄するにとどめる。脱走した玄策が手配したネパール・チベット連合軍に敗れる。最終的には妻子共々唐に連行され、長安で生涯を終えた。
漫画版では名を聞いた玄策が「阿羅那順」と訳していた。
那羅延娑婆寐（ナーラーヤナ・スヴァーミン）
200歳を自称する老バラモン。玄策たちが入れられた牢に後から入れられてきた胡散臭いジジイで、バラモン神官団に讒訴されたというが、牢番に贋金を渡して融通を利かせたり奇術で相手を騙すなどかなりのナマグサ。達磨の師匠を自認する（達磨は仏教僧なので破門したとのこと）。経典を否定し、玄奘三蔵をただの収集家と評したため、彼岸とは仲が悪い。
天竺を出て、中華の地に赴く願望があり、玄策と師仁が牢を脱する際に自身が万が一に備えて用意していた抜け穴を提供する。その後、元々微罪だったこともあって半月ほどで釈放されるが、どうやったのか王城に潜り込んでアルジュナの前に引き出された玄廓を保護した。唐に渡ってからは長生の秘薬を種に庇護を得るが、太宗の存命中には間に合わず、跡を継いだ高宗皇帝にはまともに相手にされなかった。10年経っても矍鑠としているが、まったく漢語を覚えようとしなかったため、登城する際には玄策が付き合わされている。
漫画版では玄策たちより先に牢に入れられていた。多少怪しいが漢語を操る。玄廓を保護した際、一見して分からないレベルの変装をしていたほか、アルダナリーシュバラに幻力（マーヤー）による妨害をした際には「第3の目」が開いていた。10年後には三蔵のもとを訪れては遠慮のない喧嘩をする関係となっている（義岸いわく「師父がムキになる相手はあの方くらい」）。
ヤスミナ
故ハルシャ・ヴァルダナ王の妹・ラージャシュリーに仕える女性。玄策と師仁が曲女城を脱出する際には案内した。10年後、玄策が三度目の修好使節として訪れた際には追放されたアルジュナに代わってマガダ国王となったチーバシーナ王（地婆西那）の后となっていた。
漫画版では配下の子供たちを使って陽動しており、子供たちのデザインは伊藤がコミカライズをした作品「荒野に獣慟哭す」の独覚兵12神将だった。
王太子 / 義岸
アルジュナの息子。両親に似ず聡明で、王位を返上し祖国であるティーラプクティに帰ることを勧める。玄策によって捕らえられた両親共々、唐に連行される。後に仏門に入り、玄奘三蔵の弟子となった。出家してからは語学に精通し、梵語の漢訳のみならず漢語の梵訳を行っている。
漫画版では俗名で「ヴィマル（意味は「純粋」）」と呼ばれていて、両親からは愛情を受けて育っていたが、母親はアルダナリーシュバラに篭絡されていることからアルジュナの実子であるかも疑問を持たれる。最終話では日本から来た学僧・道昭に梵語を教え、三度天竺へ向かうこととなった玄策に両親の遺灰を託した。

#### アナング・プジャリ
漫画版に登場する隠密・暗殺集団。元々はアーリア人に支配される以前の信仰が混合した祭祀集団だったが、一部のバラモン勢力と繋がり暗殺などを行うようになった。特殊な薬物や近親婚を繰り返した影響で常ならざる容姿と能力を持つ者たちも存在する。
アルダナリーシュバラ
アルジュナの側に仕える女。幻力（マーヤー）を使い、その身は男女双方の能力を兼ね備える両性具有者（ヒジュラー）。ナーラーヤナスヴァーミンには「素人権力者」と言われたが、アーリアとドラヴィダの血を合わせて受け継ぐ子を産んで天竺を統一させることを望んでいた。
チャンダ・ムンダ
三面の仮面を被った男。2対4本の腕を持つように見えるが、実体は足首の無い兄・チャンダとシャム双生児であるムンダの二人羽織。ムンダは二人の人間が重なり合って混ざったような姿で左右の腕の脇には小さな腕が生えており、心臓も二つある。
旧ハルシャ王派の粛清帰りに脱獄した玄策と師仁を発見。追跡して戦闘となるがチャンダを殺されムンダも瀕死の傷を負う。その屈辱からアルダナリーシュバラへの復命もなしに2人を追いネパールとの国境で倒される。ムンダは己の容姿にコンプレックス以上にインパクトがあると自覚していたようだが、玄策の「人の容姿に驚くなんて失礼だろ」と言われていた。
ヴァンダカ
マガダ軍内の精鋭「蟒魔（ヴリトラ）部隊」を率いる将軍。本来は指揮官になれる階級ではないが、身体に七つあるチャクラ部位に埋め込んだ金剛石の効果によって常軌を逸した膂力を誇る。ロンツォン将軍を一騎打ちでも圧倒するが、師仁に攻撃を加えようとした瞬間、割り込んだラトナ将軍にこめかみを射抜かれチャクラに埋め込んだ金剛石も弾けるように外れた結果、エネルギーを出し尽くして戦死した。
アガースラ
アルダナリーシュバラと共にアルジュナの側に仕える女。アルジュナが出陣した際には歌を吟じて鼓舞していたほか、鞭剣（ウルミ）を使いラトナと戦うが、戦車の車輪に巻き込まれてひき潰された。

#### 天竺その他
バースカラヴァルマン
東天竺にあるカーマルーパ国王。別名として「童子（クマーラ）王」の尊称をもつ。元々アルジュナに対しては不快感を持っていたが、玄策がバラ撒いた檄文が届くまで動くことは無かった。アルジュナ軍との戦闘が決した場に現れ、連合軍では面倒見切れないアルジュナ軍捕虜を引き受けた。
漫画版では二つ名通り、子供と大差ない背丈の小男。玄策にこのままマガダ国を奪ってしまえと唆すが、上手く躱される。国を治めるのに役立つなら宗旨にこだわらないタイプだが、ハルシャ王に対しても一定の敬意を持っている。

### 泥婆羅
ナレーンドラ・デーヴァ
泥婆羅王。新書版での刊行当時はアムシュヴァルマン王とされていたが、のちに作者が当時のネパール王を特定できたためノベルス版より変更された。アムシュヴァルマンは祖父にあたる。
ラトナ
将軍。史料に性別が明記されていないことから漫画版では女性となっている。また、戦場においては有能かつ精強な武人だが、腹芸の類はまったくできないように描かれている。

### 吐蕃
論仲賛（ロンツォン・ツァンポ）
チベットの将軍。漫画版ではもっぱら「ロンツォン将軍」と称され、玄策からは厳つい容姿から「イエティさん」と呼ばれている。

## 書誌情報
- 新潮社、2004年、ISBN 4-10-471001-6
- ノン・ノベル（祥伝社）、2007年、ISBN 978-4-396-20825-7
表紙画は藤田和日郎、解説は加藤徹
- 祥伝社文庫（祥伝社）、2011年、ISBN 978-4-396-33682-0
表紙画は藤田和日郎、解説は辻村深月

漫画版
作画:伊藤勢、ヤングアニマルコミックス（白泉社）、全6巻
1. 2017年5月19日発売、ISBN 978-4-592-14853-1
2. 2017年9月29日発売、ISBN 978-4-592-14854-8
3. 2018年2月28日発売、ISBN 978-4-592-14855-5
4. 2018年8月29日発売、ISBN 978-4-592-16254-4
5. 2019年2月29日発売、ISBN 978-4-592-16255-1
6. 2019年7月29日発売、ISBN 978-4-592-16256-8

関連書誌
- 『波』（新潮社）2004年11月号 - インタビュー記事「王玄策とは何者か?」、作品解題「蘇った英雄」（岡崎由美）が掲載されている。